# Neogurelca masuriensis
Neogurelca masuriensis là một loài bướm đêm thuộc họ Sphingidae. Loài này có ở phía tây bắc Ấn Độ dọc theo phía nam Himalaya of phía bắc Ấn Độ.
Sải cánh từ 42–50 mm.
Ấu trùng được ghi nhận ăn các loài Leptodermis lanceolata.